# Aveyron-Ragwurz
Die Orchidee Aveyron-Ragwurz (Ophrys aveyronensis (J.J.Wood) P.Delforge) ist eine Art der Gattung Ragwurzen (Ophrys) und damit der Familie der Orchideen. Sie blüht von Mai bis Juni. Sie wird von manchen Autoren auch als Unterart eingestuft: Ophrys sphegodes subsp. aveyronensis J.J.Wood.

## Merkmale
Diese mehrjährige krautige Pflanze erreicht Wuchshöhen 10 und 40 cm. Ein Blütenstand hat im Normalfall drei bis acht Blüten, in Einzelfällen wurden aber auch Exemplare mit bis zu zwölf Blüten gefunden. Die aufrechten Kelchblätter sind rosa-lila und in seltenen Fällen cremefarben. Die seitlichen Kronblätter sind rosa mit einem intensiver gefärbten orange-roten Rand, sie sind breit, gewellt, meist kahl papillös, seltener fein behaart. Die schwach konvexe Lippe ist braun oder braunlila gefärbt. Sie kann ungeteilt, aber auch schwach dreilappig sein. Sie hat aber immer kurze Haare und ein kleines Anhängsel.

## Ökologie
Als Bestäuber wird die Biene Andrena hattorfiana genannt.

## Standort und Verbreitung
Diese Pflanzenart bevorzugt locker verbuschte Magerwiesen mit mäßig trockenen kalkhaltigen Böden in Höhenlagen von 600 bis 700 m. Man findet diese Art nur in Südfrankreich.